# Mushin (stato mentale)
Mushin in giapponese o Wuxin in cinese (無心), (in italiano "senza mente") è uno stato mentale a cui si può arrivare con la meditazione secondo la dottrina Zen e Taoista e durante le attività quotidiane secondo alcune arti marziali.

## Etimologia
Il termine contiene un carattere che rappresenta la negazione: (無), seguito dal carattere che rappresenta il cuore e la mente: (心). Il termine è ridotto da Mushin no shin (無心 の 心), un'espressione Zen che significa la mente senza mente.
Vale a dire, una mente non fissata o occupata da pensieri o emozioni, e quindi aperta a tutto.

## Descrizione
Mushin è raggiunto quando la mente di una persona è libera dai pensieri di rabbia, paura, o ego durante il combattimento o la vita di tutti i giorni.
Vi è una mancanza di pensiero discorsivo e di giudizio, per cui la persona è totalmente libera di agire e di reagire nei confronti di un avversario senza esitazione e senza disturbi provenienti da tali pensieri.
A questo punto, una persona si basa non su una speculazione intellettuale su ciò che sta avvenendo, ma sulla reazione istintiva che viene dall’allenamento, o su ciò che si sente intuitivamente. Non è uno stato rilassato, quasi meditativo, però.
La mente lavora ad una velocità molto elevata, ma senza intenzioni, piani o direzioni. La mente chiara è paragonata a uno stagno, che è in grado di riflettere in modo chiaro la luna e gli alberi.
Ma proprio come le onde nello stagno possono distorcere le immagini, così anche i nostri pensieri possono interrompere la vera percezione della realtà.
Un artista marziale deve probabilmente allenarsi per molti anni per essere in grado di mantenere uno stato di mushin. In questo periodo le combinazioni di movimenti e scambi di tecniche devono essere praticati ripetutamente migliaia di volte, fino a che non possono essere eseguiti spontaneamente, senza un pensiero cosciente, cambiando così le reazioni naturali per essere più efficaci in combattimento o in qualsiasi altra cosa.
Alcuni maestri ritengono che mushin sia lo stato in cui una persona capisce finalmente l'inutilità di tecniche e diventa veramente libero di muoversi.
Il leggendario maestro zen Takuan Soho ha detto:
La mente deve essere sempre nello stato dell’acqua che scorre, e non si ferma da nessuna parte : quando il flusso si interrompe, questa interruzione blocca la serenità della mente.
Nel caso della spada, significa la morte.
Quando lo spadaccino è davanti al suo avversario, non deve pensare all'avversario, né a se stesso, né ai movimenti di spada del suo nemico.
Deve solo impugnare la spada trascurando ogni tecnica, pronto unicamente a seguire i dettami del subconscio. L'uomo si è cancellato, come possessore della spada.
Quando colpisce, non è l'uomo ma la spada nella mano del subconscio dell'uomo che colpisce.